# HD 23089
HD 23089 är en dubbelstjärna i Giraffens stjärnbild.. Komponenterna är en gul superjätte och en blåvit jätte.
Dubbelstjärnan har den kombinerade visuella magnituden +4,81 och är väl synlig för blotta ögat vid normal seeing.